# Pissotte

Pissotte este o comună în departamentul Vendée, Franța. În 2009 avea o populație de 1,211 de locuitori.